# Transformers: Beast Wars Transmetals
Transformers: Beast Wars Transmetals is een computerspel uit het vechtspelgenre, gebaseerd op de serie Beast Wars. Het spel werd geproduceerd door Takara voor de Nintendo 64 en PlayStation. Het spel kwam in 1999 uit in Japan, en in 2000 in de Verenigde Staten.

## Algemene informatie
In het spel kan de speler kiezen uit verschillende personages van zowel de Predacons als Maximals.
Spelers konden hun personage laten wisselen tussen robotmode en beestmode. In robotmode nam de energie van het personage langzaam af, en alleen in beestmode kon dit weer worden opgeladen. In beestmode heeft het personage op de makkelijkste twee speelniveaus onbeperkte energie. Op de andere twee niveaus loopt ook in beestmode het energieniveau terug.
Aan het spel werkten de stemacteurs uit de serie mee.
In de PlayStationversie had het spel een eindfilmpje voor beide partijen. In de N64-versie was er een eindfilmpje voor elk individueel personage. De N64-versie bevatte ook enkele minigames.

## Personages
De personages in het spel zijn gemodelleerd naar hun speelgoedversies. Alle personages in het spel zijn namelijk transmetal, ook de personages die in de serie zelf geen Transmetal werden. Verder kwamen er een paar personages in voor die alleen in de speelgoedserie bestonden, zoals Windrazor en Ravage.
De cast van personages verschilde per platform.
- Maximals:
  - Optimus Primal (beide)
  - Rattrap (beide)
  - Cheetor (beide)/Ravage (beide) /Tigatron (beide)
  - Airazor (N64 Only)
  - Silverbolt (PlayStation)/Windrazor (PlayStation)
  - Rhinox (Japanse versie)

- Predacons:
  - Megatron (beide)
  - Tarantulas (beide)/Blackarachnia (beide)
  - Waspinator (N64 Only) /Starscream (N64 Only)
  - Terrorsaur (N64 Only)
  - Rampage (PlayStation Only)
  - Quickstrike (PlayStation Only)

## Stemacteurs
- Gary Chalk - Optimus Primal
- David Kaye - Megatron
- Scott McNeil - Rattrap/Waspinator
- Ian James Corlett - Cheetor
- Pauline Newstone - Airazor
- Doug Parker - Terrorsaur
- Alec Willows - Tarantulas